# Selvitsa vermiculata
Selvitsa vermiculata är en insektsart som beskrevs av Young 1977. Selvitsa vermiculata ingår i släktet Selvitsa och familjen dvärgstritar. Inga underarter finns listade i Catalogue of Life.